# ناپلئون (فیلم ۱۹۵۱)
ناپلئون (ایتالیایی: Napoleone) یک فیلم کمدی ایتالیایی است که در سال ۱۹۵۱ میلادی منتشر شد.

## بازیگران
- رناتو راسل در نقش ناپلئون بناپارت
- ماریزا مرلینی در نقش ژوزفین بوآرنه
- کارلو نینچی در نقش ژواکیم مورا
- لیلیا سیلوی در نقش ماریا لوئیزا
- پیترو توردی
- سرجو توفانو
- کورادو آنیچلی
- ماریو سیلتی
- لوریس جیتسی